# Lega Santa (1684)

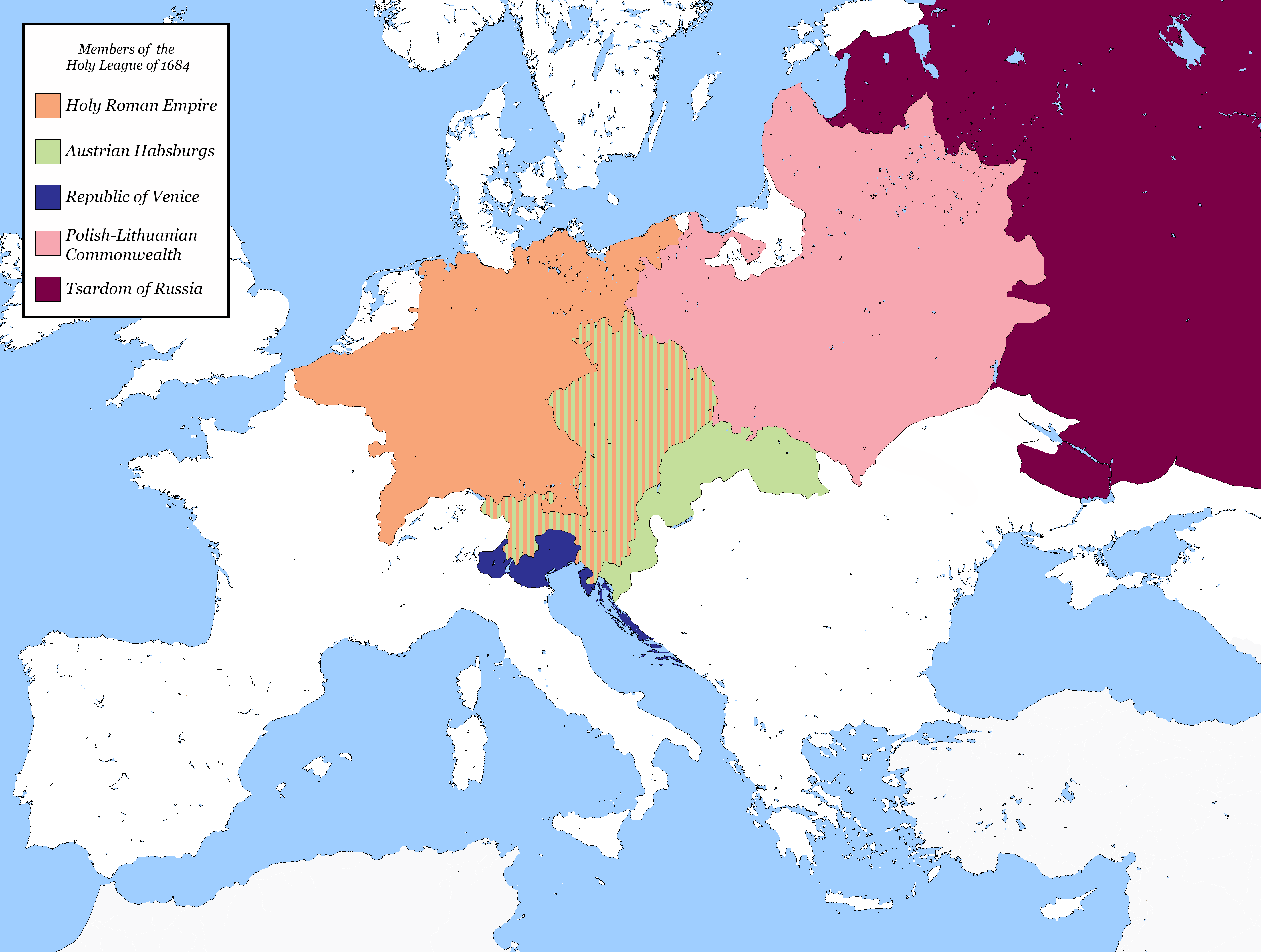
Mappa degli Stati europei che aderirono alla Lega Santa contro l'Impero ottomano.

La Lega Santa  promossa da papa Innocenzo XI fu la quarta di una serie di coalizioni di principi a difesa dell'Europa cristiana.
Nel 1683, gli ottomani, al massimo della loro espansione territoriale, attaccarono l'Austria e posero l'assedio a Vienna (14 luglio), iniziando così una nuova guerra austro-turca.
La formazione di un'alleanza cristiana fu invocata da papa Innocenzo XI. Il Pontefice incaricò il padre cappuccino Marco d'Aviano di ricomporre la Lega Santa, missione che il frate svolse egregiamente ed il 5 marzo 1684 il patto fra i componenti della Lega fu siglato. Aderirono i regni di Spagna, Portogallo e Polonia, le Repubbliche di Genova e Venezia, il Granducato di Toscana, il Ducato di Savoia. Tutti inviarono aiuti e cospicui contingenti militari.

La coalizione, comandata da Giovanni III Sobieski, sconfisse gli Ottomani nella Battaglia di Vienna e tolse l'assedio alla capitale.
Successivamente liberò tutta l'Ungheria e la maggior parte dell'attuale Croazia.
La Lega Santa combatté contro l'Impero Ottomano anche nella seconda battaglia di Mohács, nel 1687.
Alla guida del principe Eugenio di Savoia, la Lega Santa conseguì la vittoria definitiva contro l'esercito turco nella Battaglia di Zenta (1697) e costrinse l'Impero Ottomano a firmare il Trattato di Carlowitz (26 gennaio 1699).